# Trnac
Trnac (słow. Trnác, 1683 m) – szczyt w słowackich Tatrach Zachodnich.
Trnac znajduje się w zakończeniu zachodniej grani Rosochy (Rázsocha 1947 m). Zachodnie stoki opadają stromo do Doliny Jałowieckiej. Są w nich dwie grzędy, pomiędzy którymi do Jałowieckiego Potoku spływa nienazwany potok, a jego dolina nosi nazwę Pod Holą (Pod Hoľou). Stoki północne stanowią obramowanie doliny Parzychwost, południowe – Skalistego Żlebu (Skalisté). W południowo-zachodnim kierunku odchodzi od Trnaca grzbiet Rokitowiec (Rakytie) zakończony wierzchołkiem Skały (Skala, 1132 m). Grzbiet ten oddziela dolną część Skalistego Żlebu od Doliny Jałowieckiej. Grań łącząca Trnaca z Rosochą ma niewielki spadek, jest stosunkowo wyrównana i ma stoki porośnięta kosodrzewiną, ale w samej grani znajdują się zbiorowiska trawiaste.